# Fallopia koreana
Fallopia koreana là một loài thực vật có hoa trong họ Rau răm. Loài này được B.U.Oh & J.G.Kim mô tả khoa học đầu tiên năm 1996.